# New Rochelle
New Rochelle (ook in Frans: La Nouvelle-Rochelle) is een plaats (city) in de Amerikaanse staat New York, en valt bestuurlijk gezien onder Westchester County. De plaats werd gesticht door uitgeweken hugenoten, afkomstig van La Rochelle in Frankrijk.

## Geschiedenis
In 1689 kocht Jacob Leisler 25 km² land van John Pell voor Franse hugenoten die de nederzetting stichtten. In 1848 werd de New Haven Line geopend en kwam er een rechtstreekse treinverbinding met New York. In 1857 werd New Rochelle gesticht als village (dorp) en had op dat ogenblik 1.707 inwoners. In 1889 werd het een stad.

## Demografie
Bij de volkstelling in 2000 werd het aantal inwoners vastgesteld op 72.182. In 2020 was het aantal inwoners tijdens de census 79.726.

## Geografie
Volgens het United States Census Bureau beslaat de plaats een oppervlakte van 34,3 km², waarvan 26,8 km² land en 7,5 km² water.

## Geboren in New Rochelle
- Walter Lantz (1899-1994), tekenfilmmaker
- Steven Gilborn (1936-2009), acteur
- Richard Roundtree (1942-2023), acteur
- Marlena Shaw (1942-2024), zangeres
- Alan Menken (1949), componist van musical- en filmmuziek
- Jay Leno (1950), komiek, presentator en autoverzamelaar
- Peter Scolari (1955-2021), acteur, filmregisseur en filmproducent
- Matt Dillon (1964), acteur
- Edson Buddle (1981), voetballer

## Plaatsen in de nabije omgeving
De onderstaande figuur toont nabijgelegen plaatsen in een straal van 4 km rond New Rochelle.

## Galerij

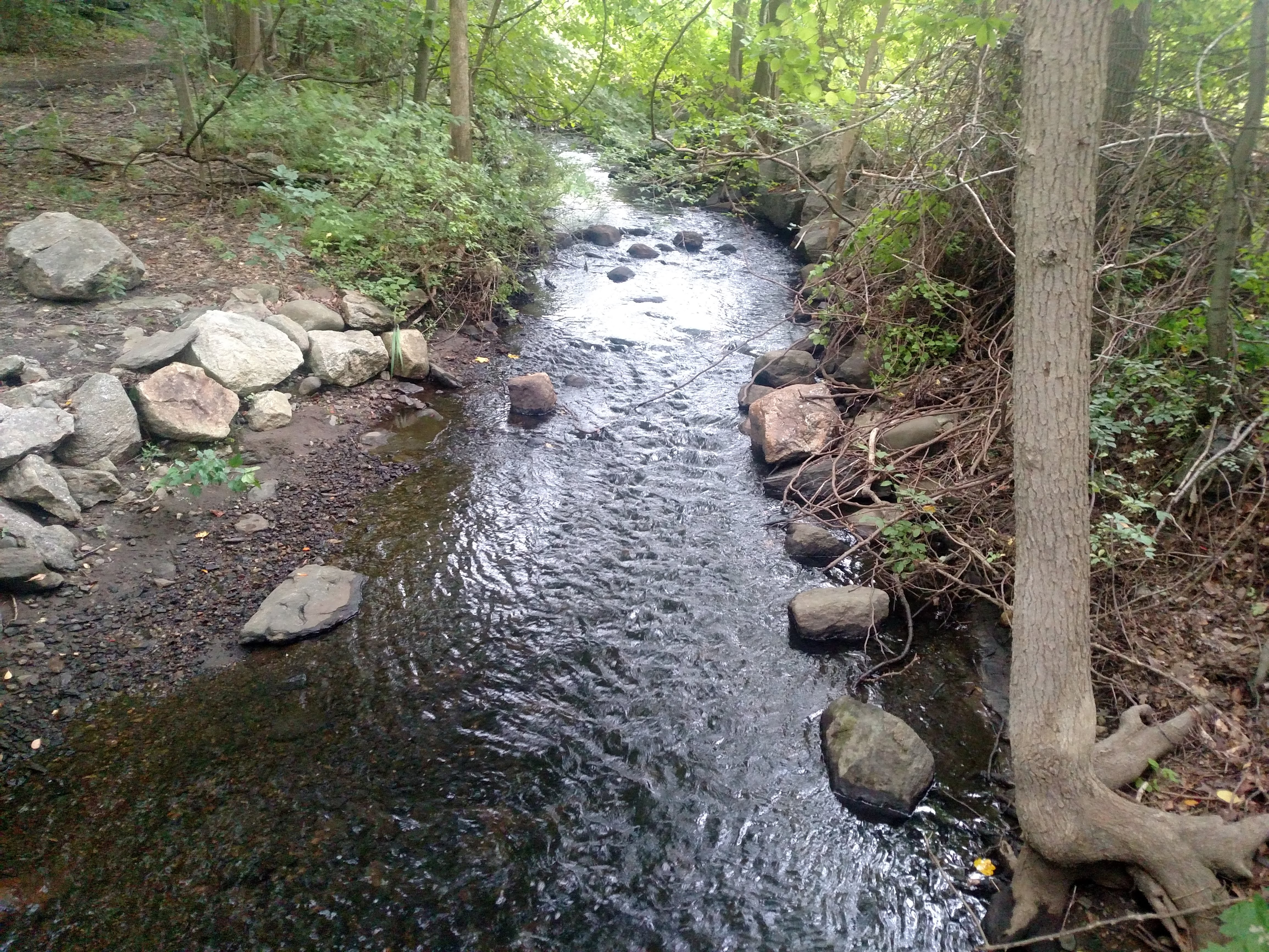
Hutchinsonrivier
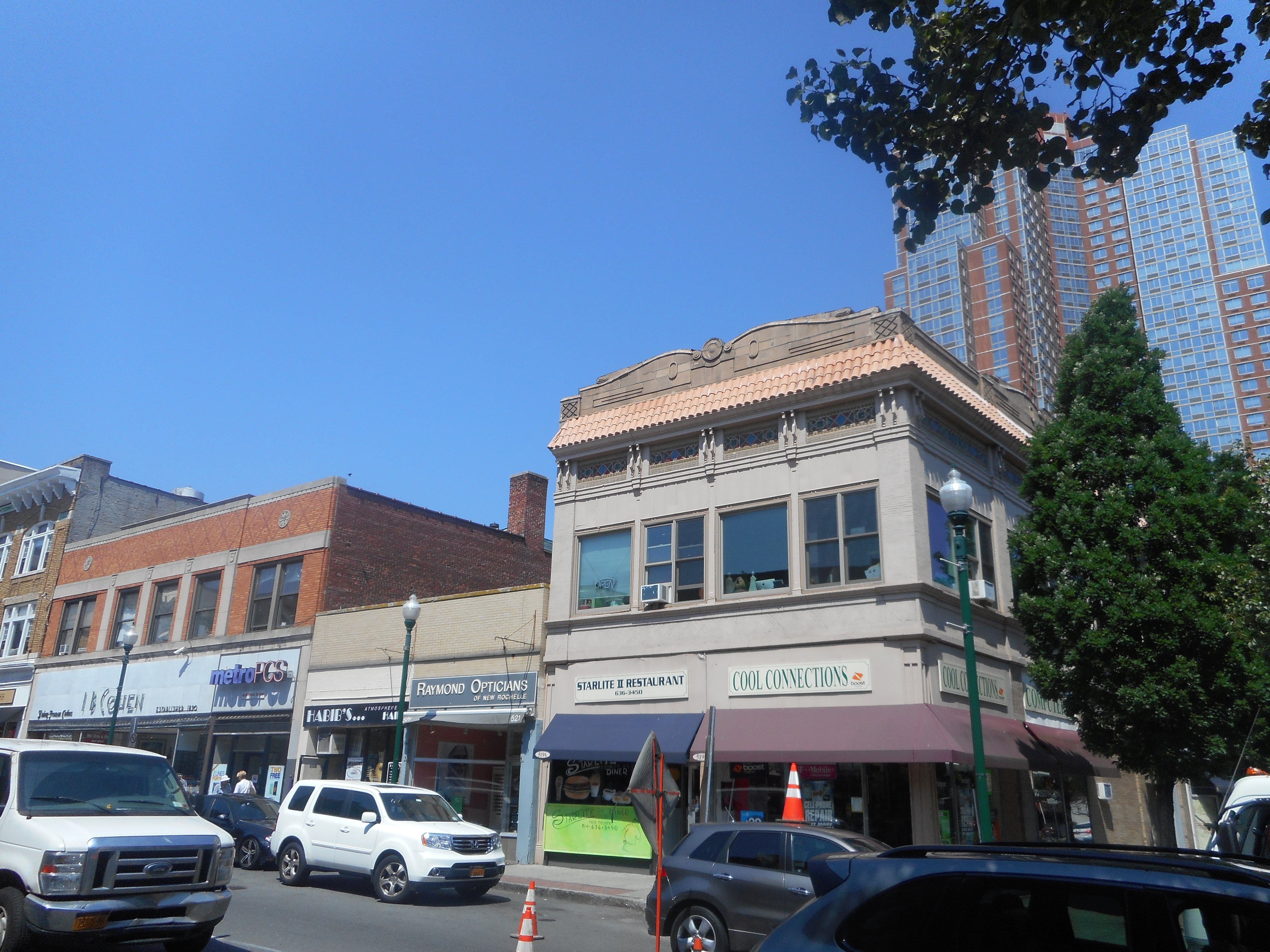
Main Street
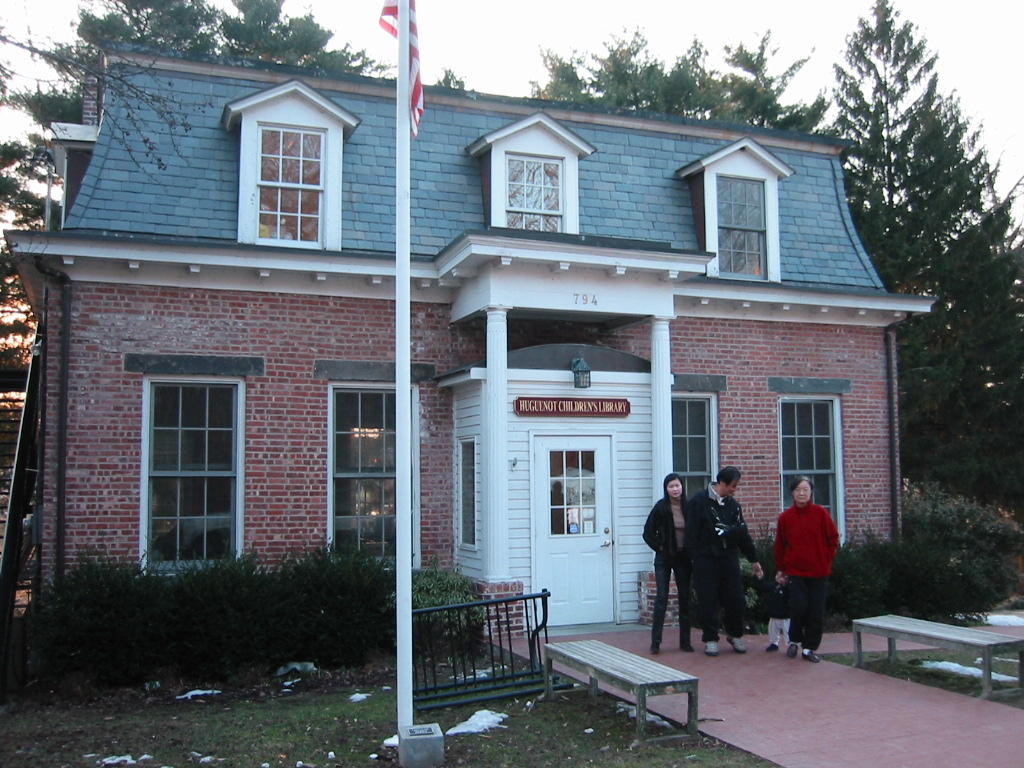
Kinderbibliotheek
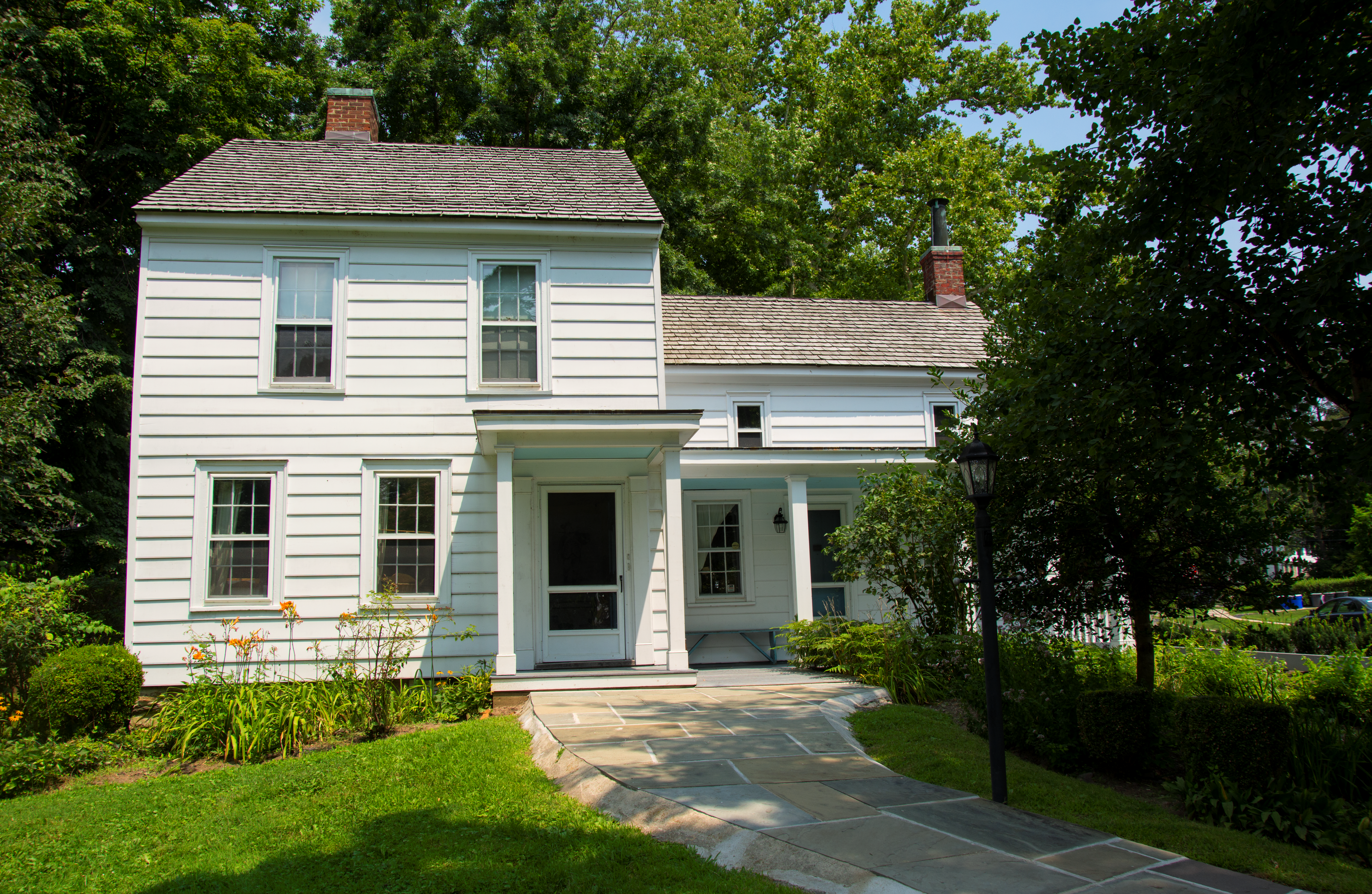
Huis van Thomas Paine